# Alfántega
Alfántega – gmina w Hiszpanii, w prowincji Huesca, w Aragonii, o powierzchni 8,76 km². W 2011 roku gmina liczyła 135 mieszkańców.